# سيخوت ألين
تُشير جبال سيخوت ألين (Sikhote-Alin) (بالروسية: Сихотэ́-Али́нь)‏ إلى السلسلة الجبلية التي تقع في بريمورسكي كراي وخاباروفسك كراي في روسيا، وتمتد حوالي 900 كم إلى شمال شرق مرفأ فلاديفوستوك الروسي على المحيط الهادئ. تتمثّل أعلى قمم هذه الجبال في توردوكي ياني(2,077 م) ،جبل كو(2,003 م) الذي يقع في خاباروفسك كراي وجبل أنيك (1,933 م) الذي يقع في بريمورسكي كراي.

## معلومات جغرافية
تُمثل جبال سيخوت ألين إحدى مناطق المناخ المعتدل الرائعة للغاية في العالم. تتعايش الكائنات التي تعيش في غابات تايغا الشمالية (مثل الرنة ودببة إيمر البنية) مع الكائنات التي تعيش في الغابات الاستوائية مثل نمر آمور والنمر السيبيري والدب الأسود الآسيوي. تحتوي هذه المنطقة على القليل من الذئاب مقارنةً بالنمور. تُعد شجرة الطقسوس الياباني أقدم أشجار المنطقة حيث يبلغ عمرها ألف عام.

## معلومات تاريخية
في العقدين الثاني والثالث من القرن العشرين استكشف المستكشف الروسي فلاديمير أرسينييف (1872–1930) جبال سيخوت ألين على نطاقٍ واسع، حيث قام بوصف مغامراته في العديد من الكتب لاسيما كتاب ديرسو أوزالا (1923) الذي حوّله المخرج السينيمائي الياباني أكيرا كوروساوا في عام 1975 إلى أحد الأفلام السينمائية الحائزة على جائزة أوسكار. وتم إنشاء مآوي للحيوانات البريّة التي تعيش في جبال سيخوت ألين الضخمة ولازو في عام 1935 رغبةً في حماية هذه الحيوانات البريّة النادرة من الانقراض.
في الثاني عشر من فبراير عام 1947 سقط وابل من النيازك الضخمة على جبال سيخوت ألين في التاريخ الحديث. وانفجر نيزك سيخوت ألين في الجو بمجرّد سقوطه، حيث أمطر عدة أطنان من المعدن على إحدى المناطق البيضاوية الشّكل التي تبلغ مساحتها 1.3 كيلو متر مربع. وقد تسببت هذه النيازك في تكوين فجوات يبلغ قطر أوسعها 26 مترًا.
وفي عام 2001 أدرجت اليونسكو جبال سيخوت ألين في مواقع التراث العالمي منوِّهةً عن فضلها في «بقاء الكائنات المهدَّدة بالانقراض مثل طيور البلقشة الصينية والبومة بلاكيستون فيش ونمر آمور». تبلغ المساحة الكليّة لمنطقة التراث العالمي 16,319 كيلومتر مربع (4,033,000 دونم) منها منطقة جبال سيخوت ألينتتوسطها زابوفيدنيك البريّة 3,985 كيلومتر مربع (985,000 فدان)  لا يمكن استكشاف هذه المنطقة البريّة إلا بالاستعانة بمجموعةٍ من حرّاس الغابات.

## وصلات خارجية
- UNESCO — Sikhote-Alin World Heritage Site
- Natural Heritage Protection Fund: Central Sikhote-Alin - at Natural Heritage Protection Fund